# Mentalidades
El término mentalidad se refiere a la representación de los aspectos culturales y las estructuras sociales que los individuos de una sociedad tienen sobre ella. El estudio de las mentalidades parte de la historiografía moderna y ha sido llamado también historia de la sensibilidad. Dicho estudio abarca todas las expresiones de vida cotidiana como complemento del estudio de la macrohistoria.
El término se ha venido usando desde principios del siglo XX, y muchos historiadores, sociólogos y psicólogos sociales consideran que la historia de las mentalidades es un tema considerado crucial en sus campos. Además, el estudio de las mentalidades está especialmente vinculado a la corriente historiográfica conocida como la escuela de los Annales. Michel Vovelle  define la mentalidad como una ideología trizada. Otras divisiones temáticas de la historia que están ampliamente relacionadas con el concepto de mentalidad son la historia cultural, la microhistoria, la historia de la vida privada y la reconstrucción de los imaginarios sociales.